# Wolfsberg (dekzandrug)
De Wolfsberg is een landschappelijke hoogte in de Nederlandse gemeente Deurne (provincie Noord-Brabant), ten zuiden van de middeleeuwse dorpskern. De dekzandrug werd vanaf de Late Middeleeuwen gebruikt als akkercomplex, onderdeel van de zogenaamde Deurnese akker, en is in de tweede helft van de 20e eeuw bebouwd. 
Het akkercomplex werd vanaf de jaren 1960 bebouwd met de wijken d'Ekker en de Koolhof, allebei oude toponiemen die verband houden met de oorspronkelijke functie van akker. Het zuidelijk deel van de Deurnese akker, dat niet meer tot de Wolfsberg gerekend mag worden, werd vanaf de jaren 1960 bebouwd met bedrijventerrein de Kranenmortel. Op de noordflank van de Wolfsberg stond tussen 1816 en 1926 een standerdmolen, eigendom van de familie De Smeth. Nu staat daar appartementencomplex Molenberg.
Tussen 2004 en 2008 werd aan de noordflank van de Wolfsberg, ten westen van Molenberg, het gelijknamige winkelcentrum gebouwd met appartementen en een sociaal-cultureel centrum. Daarvoor heeft ook de bebouwing aan de vroegere Wiemel, nu De Wever geheten, deels moeten wijken.
De betekenis van de naam Wolfsberg is slechts gedeeltelijk bekend. Het gedeelte -berg heeft betrekking op de hogere ligging, van de hoogte in de oksel van de vroegere Hogeweg en de Molenstraat, waar nu de wijk d'n Ekker ligt en appartementencomplex Molenberg staat. Of het element Wolfs- betrekking heeft op de wolf als diersoort, is onduidelijk.
Ook de gemeente Asten kent een akkercomplex dat de Wolfsberg werd genoemd. Deze naam is eveneens teruggekomen in de straatnaamgeving.